# Atlante (superordenador)
El supercomputador Atlante es el octavo nodo en integrarse en la Red Española de Supercomputación en el año 2009. Este nodo está instalado en el Instituto Tecnológico de Canarias, en el Parque Científico Tecnológico de la Universidad de Las Palmas de Gran Canaria (ULPGC).

## Configuración
El sistema está compuesto de 84 nodos JS21 de IBM, como los utilizados en los superordenadores Magerit y MareNostrum, logrando alcanzar una potencia de 2 Tflops. Estos nodos utilizan un sistema operativo SUSE.